# Thyasira subovata
Thyasira subovata är en musselart som beskrevs av John Gwyn Jeffreys 1881. Thyasira subovata ingår i släktet Thyasira och familjen Thyasiridae. Inga underarter finns listade i Catalogue of Life.